# 縣廳前停留場 (愛媛縣)
縣廳前停留場（日语：／ Kenchō-mae teiryūjō */?）是位於日本愛媛縣松山市，屬於伊予鐵道的路面電車車站。車站編號為20。本站位於國道11號上，北側月台旁邊即為愛媛縣的縣廳。

## 所屬路線
- 伊予鐵道

松山市內線（城南線）
■1號線（環狀線—順時針方向）
■2號線（環狀線—逆時針方向）
■3號線（市站線）
■5號線（JR線）

## 車站結構
本站設有對向式側式月台2個，月台長度只容許1輛電車停靠。本站的設施較為簡潔，超過一半的月台附設有上蓋，並配有全身高的圍板；其餘外圍部份亦有加設半身安全圍欄。4月台出入口設於西側，並附有斑馬線以方便進出。

### 月台配置
| 月台 | 路線        | 目的地                   |
| ---- | ----------- | ------------------------ |
| 北側 | ■2號線 環狀 | 大街道、紅十字醫院前方向 |
| 北側 | ■3號線      | 往道後溫泉               |
| 北側 | ■5號線      | 往道後溫泉               |
| 南側 | ■1號線 環狀 | 往松山市站               |
| 南側 | ■3號線      | 往松山市站               |
| 南側 | ■5號線      | 往JR松山站前             |

## 歷史
- 1911年9月1日：松山電氣軌道開業，站名稱為「裁判所前停留場」。
- 1944年：車站名稱改為「縣廳前停留場」。
- 1949年3月31日：本站～一番町停留場複線化、成為最後一段複線化路段[3]。

## 相鄰停留場
伊予鐵道
環狀線（■1號線、■2號線）、■3號線、■5號線
大街道（19）－縣廳前（20）－市役所前（21）